# Cargo Three
Cargo Three es una aerolínea de carga panameña con sede en la Ciudad de Panamá. La aerolínea se especializa en el transporte aéreo de carga y opera principalmente desde el Aeropuerto Internacional de Tocumen. Cargo Three fue fundada en 1990 y ha pasado por varias reestructuraciones, siendo la más reciente en 2021.

## Historia
Cargo Three fue fundada en 1990 como una aerolínea dedicada al transporte de carga. Inicialmente, operaba vuelos a destinos como Miami y Bogotá con una flota que incluía un Boeing 707 y un Convair CV-240. Sin embargo, en el año 2000, la aerolínea se vio obligada a suspender sus operaciones debido a factores financieros y operacionales no especificados, lo que resultó en una pausa en sus actividades y una reestructuración de la empresa.

### Reestructuración y cambio de nombre
En 2003, la aerolínea fue reestructurada y comenzó a operar bajo el nombre de PanAir Cargo. Durante este período, la flota de la aerolínea incluyó aeronaves como el Convair CV-240, CV-580F, y el Boeing 727-200F. A finales de 2010, por segunda vez, PanAir Cargo suspendió sus operaciones por razones desconocidas.
Tras una pausa de dos años bajo la gestión de nuevos propietarios, una sociedad mixta formada por la panameña Blanca Vásquez (51%) y el venezolano Daniel Rangel (49%), PanAir Cargo reanudó sus operaciones con la incorporación de un Boeing 727-200F, matrícula HP-1754CTW, que opera desde su base en el Aeropuerto Internacional de Tocumen con destinos en Sudamérica y Centroamérica. La aeronave era arrendada al grupo canadiense Matata, que posteriormente presentó una demanda contra la aerolínea ante un tribunal canadiense por impago del arrendamiento de la aeronave. En 2015, la aerolínea suspendió sus operaciones por tercera vez.
En 2019, JMB Aviation Group, propietario de la aerolínea venezolana Transcarga International Airways, adquirió una participación del 49% en PanAir Cargo y anunció la reanudación de operaciones con un Airbus A300B4-200F y la intención de renombrarla como Transcarga Panamá. Sin embargo, debido al brote de la pandemia de COVID-19 en 2020, estos planes se pospusieron. 
En 2021, tras las sanciones económicas impuestas a Venezuela en mayo de 2019, como alternativa para satisfacer la demanda de carga aérea transportada por Transcarga, a la que se le prohibió volar a Estados Unidos, JMB Aviation Group reanudó sus planes de lanzar la aerolínea panameña bajo la marca original Cargo Three.
Inicialmente, la intención de la aerolínea era iniciar operaciones con el Airbus A300, que recibió la matrícula panameña HP-1755CTW y los colores de su nuevo operador, MRO Mexicana, en el Aeropuerto Internacional de la Ciudad de México. La aerolínea recibió su certificado de operador aéreo (AOC) emitido por la Autoridad Aeronáutica Civil de Panamá a principios de abril de 2021 y estableció el Aeropuerto Internacional de Tocumen como su base de operaciones.
Por razones desconocidas, el A300 nunca se entregó. El proyecto permaneció inactivo hasta 2023, cuando anunció su intención de ingresar al mercado con la adquisición de tres McDonnell Douglas MD-10F retirados de FedEx, con la expectativa de iniciar vuelos en Sudamérica, como Buenos Aires, Lima, Santiago de Chile, Campinas y Manaos, a Miami, mediante el desarrollo de su centro de operaciones en la Ciudad de Panamá en el segundo semestre de 2023.
Sin embargo, el plan se pospuso para el segundo semestre de 2024 por razones operativas. Cargo Three también planea establecer un nuevo centro de conexión que conectará Ciudad de Panamá con Caracas, Barcelona, Maracaibo, Porlamar y Valencia en Venezuela, con vuelos que se espera sean operados por Transcarga.
El 2 de febrero de 2024, el primer MD-10-30F, anteriormente operado por FedEx (N311FE), fue transferido para mantenimiento al Aeropuerto Internacional Ernesto Cortissoz de Barranquilla. Recibió la misma matrícula que el antiguo A300. El 5 de agosto, la aeronave fue entregada oficialmente a su nuevo operador y transferida a su nueva sede en Ciudad de Panamá.

## Flota
La flota de la aerolínea está conformada por las siguientes aeronaves:
| Aeronaves                | Activos | Estacionados | Pedidos | Matriculas                                        | Antigüedad                                        | Notas                                             |
| ------------------------ | ------- | ------------ | ------- | ------------------------------------------------- | ------------------------------------------------- | ------------------------------------------------- |
| McDonnell Douglas MD-10F | —       | 1            | 4       | HP-1755CTW «El Viejo»                             | 49,2 años                                         | Estacionado en BLB desde 2024                     |
| McDonnell Douglas MD-10F | —       | 1            | 4       | N307FE                                            | 39,3 años                                         | Pedidos                                           |
| McDonnell Douglas MD-10F | —       | 1            | 4       | N313FE                                            | 37 años                                           | Pedidos                                           |
| McDonnell Douglas MD-10F | —       | 1            | 4       | N315FE                                            | 36,7 años                                         | Pedidos                                           |
| McDonnell Douglas MD-10F | —       | 1            | 4       | N316FE                                            | 36,6 años                                         | Pedidos                                           |
| Total                    | —       | 1            | 4       | Edad media de la flota (abril de 2025): 39,8 años | Edad media de la flota (abril de 2025): 39,8 años | Edad media de la flota (abril de 2025): 39,8 años |

### Flota histórica
| Aeronaves       | Total | Introducido | Retirado | Matrículas                                          |
| --------------- | ----- | ----------- | -------- | --------------------------------------------------- |
| Boeing 707C     | 1     | 1993        | 1994     | HP-1235CTH                                          |
| Boeing 727-200F | 2     | 2009        | 2015     | HP-1653CTW y HP-1754CTW                             |
| Convair CV-240  | 1     | 2006        | 2008     | HP-1614CTH                                          |
| Convair CV-340  | 2     | 1992        | 2011     | HP-1221CTH (rrg. HP-1221CTW y HP-1221) y HP-1222CTH |
| Convair CV-440  | 2     | 1993        | 1994     | HP-1200CTH y HP-1614CTH                             |